# Megáli Vrísi (ort i Grekland)
Megáli Vrísi (Megali Vrysi) är en ort i Grekland.   Den ligger i prefekturen Fthiotis och regionen Grekiska fastlandet, i den centrala delen av landet, 150 km nordväst om huvudstaden Aten. Megáli Vrísi ligger 21 meter över havet och antalet invånare är 989.
Terrängen runt Megáli Vrísi är kuperad norrut, men söderut är den platt. Närmaste större samhälle är Lamia, 3,7 km väster om Megáli Vrísi. Trakten runt Megáli Vrísi består till största delen av jordbruksmark.